# سیمبسکالین
سیمبسکالین (به انگلیسی: Symbescaline) با فرمول شیمیایی C۱۳H۲۱NO۳ یک ترکیب شیمیایی است. که جرم مولی آن ۲۳۹٫۳۱۱ g/mol می‌باشد. 